# Pseudoacanthocereus
Pseudoacanthocereus F.Ritter è un genere di piante della famiglia delle Cactaceae, diffuso in Sud America.

## Tassonomia
Comprende due specie:
- Pseudoacanthocereus brasiliensis (Britton & Rose) F.Ritter
- Pseudoacanthocereus sicariguensis (Croizat & Tamayo) N.P.Taylor